# Jean Alaux

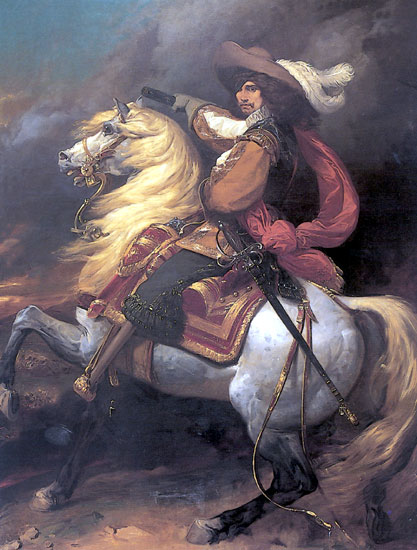
Jean Alaux: Josias Rantzau, Marschall von Frankreich; glorifizierendes Monumentalgemälde, Gebäude der Präfektur des Département Bas-Rhin, Straßburg

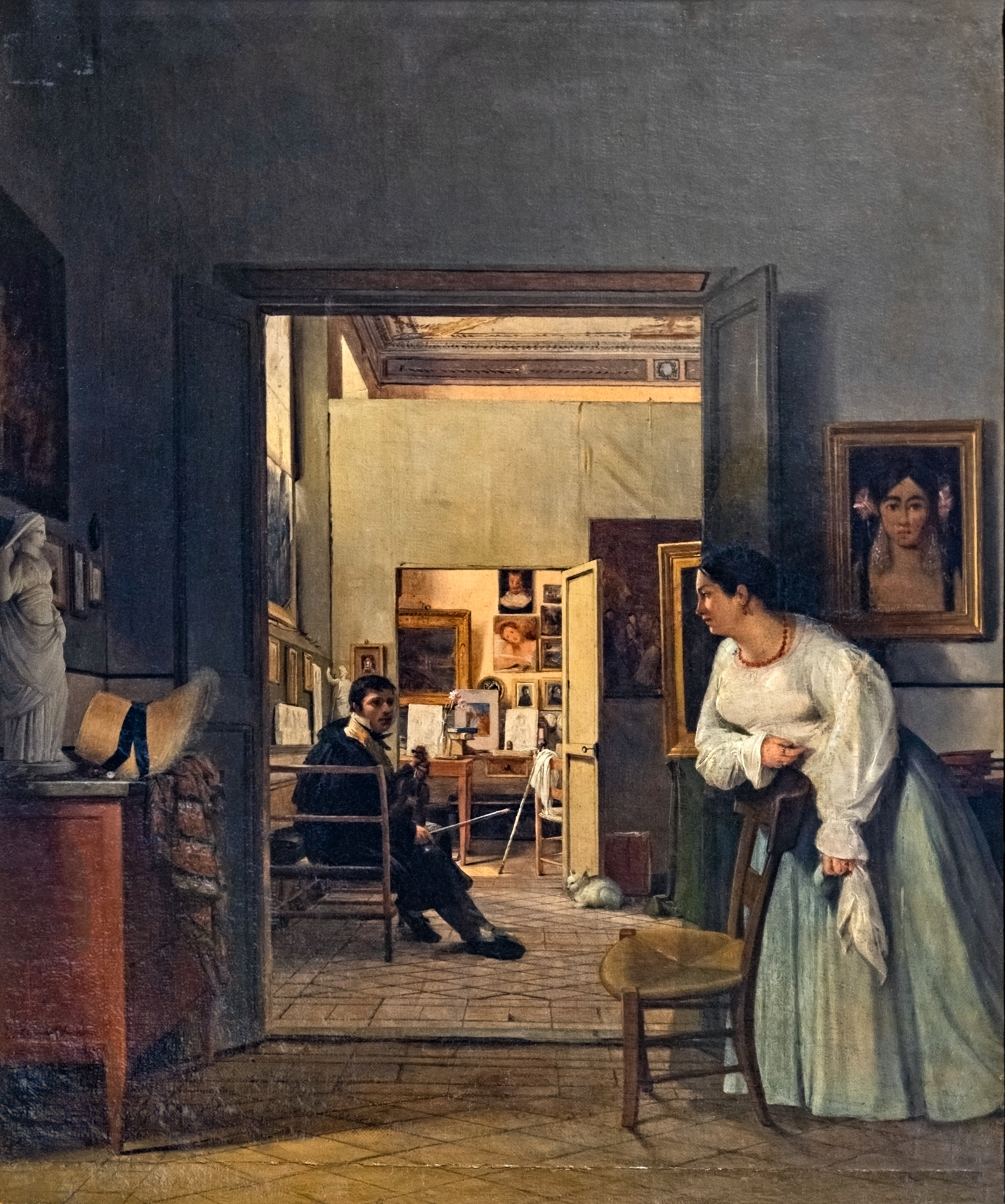
Jean Alaux: Das Atelier von Ingres in Rom 1818. Musée Ingres Bourdelle

Jean Alaux (* 15. Januar 1786 in Bordeaux; † 2. März 1864 in Paris) war ein französischer Maler. Sein langjähriger Aufenthalt in Rom brachte ihm den Beinamen le Romain („der Römer“) ein.
Jean Alaux ist der zweite Sohn des Malers Pierre-Joseph Alaux (geboren 1756 in Lautrec) und der Marie-Rose Gras-Lasalle (geboren 1762 in Lautrec). Er ist der Bruder des Malers Jean-Pierre Alaux, genannt Ozou (1783, Lautrec – 1858, Vanves) und des Malers und Lithographen Jean-Paul Alaux, genannt Gentil (1788, Bordeaux – 1858, Bordeaux). Er ist der Ehemann der Malerin Fanny Alaux und Vorfahre des Malers Jean-Pierre Alaux (1925–2020).Alaux machte sich mit zahlreichen, meist historischen Öl- und Freskengemälden früh einen Namen, der ihm eine gute Beschäftigung einbrachte. In Rom unterhielt er enge Beziehungen zu Jean-Auguste-Dominique Ingres; beide porträtierten sich gegenseitig. 1827 heiratete er Françoise-Virginie Liégeois und wurde 1830 Vater einer Tochter, die 1843 starb. 1841 wurde Alaux zum Offizier der Ehrenlegion ernannt. 1847–1851 war er Direktor der französischen Akademie in Rom.
Während der Julimonarchie wurde Alaux zum Lieblingsmaler von Louis-Philippe. Dieser beauftragte ihn mit der gesamten Dekoration des Saals der Generäle im Schloss von Versailles. Alaux ist auch an der Ausschmückung der Galerie des Batailles beteiligt, für die er die Schlacht von Villaciosa (1836), die Einnahme von Valenciennes (1837) und die Schlacht von Denain (1839) malt. 1854 wird er von Napoleon III. für die Ausschmückung der großen Kuppel des Palais du Luxembourg mit dem Thema L'Apothéose de Napoléon Ier ausgewählt. 1858 wird Alaux mit der Restaurierung der Fresken von Rosso Fiorentino in der Galerie François I. im Schloss Fontainebleau und der Fresken von Primaticcio in der Galerie Henri II. beauftragt.
Viele seiner Werke hängen heute im Schloss Versailles, im Louvre, in Bordeaux, Dijon, Nationalmuseum Schloss Pau und im Musée Ingres Bourdelle in Montauban. Für Ölgemälde Alaux’ werden bis zu 158.000 US-Dollar bezahlt.